# Catalina Devandas Aguilar
Catalina Devandas Aguilar là một nhà ngoại giao của Costa Rica và là nhà Báo cáo viên đặc biệt của Liên Hợp Quốc về Quyền của Người khuyết tật kể từ khi thành lập vào năm 2014. Bà đã từng làm việc cho Ngân hàng Thế giới và tham gia thành lập Công ước Quốc tế về Quyền của Người khuyết tật với Ban thư ký Liên Hợp Quốc.

## Sự nghiệp
Trước đây, cô đã tham khảo ý kiến của Ngân hàng Thế giới và là một phần của Ban Thư ký Liên Hợp Quốc đã thành lập Công ước Quốc tế về Quyền của Người khuyết tật. Năm 2009, Aguilar bắt đầu làm việc cho Quỹ Bảo vệ Quyền lợi Người khuyết tật và Quỹ Quyền lợi Người khuyết tật. Năm 2014, Agauilar được bầu làm Báo cáo viên đặc biệt đầu tiên của Liên Hợp Quốc về Quyền của người khuyết tật.
Trong thời gian làm Báo cáo viên đặc biệt, bà đã đi đến nhiều quốc gia để xác định các điều kiện của người khuyết tật. Năm 2016, Agauilar đã phân tích tình trạng của người khuyết tật ở Zambia. Sau chuyến thăm của mình, cô đề nghị Zambia nên đóng cửa các bộ phận cô lập của đất nước và ngăn chặn bạo lực đối với người khuyết tật..
Vào năm 2017, cô trở thành thành viên đầu tiên của Liên hợp quốc được cấp một chuyến viếng thăm Bắc Triều Tiên. Sau chuyến đi đến Bắc Triều Tiên, cô đã báo cáo rằng cô đã bị ngăn không cho gặp một số bộ của Bắc Triều Tiên. Các khuyến nghị của cô đối với Bắc Triều Tiên bao gồm việc ngưng ngôn ngữ phân biệt đối xử với người Bắc Triều Tiên khuyết tật và tạo ra các phương pháp dễ tiếp cận hơn cho người Bắc Triều Tiên bị điếc và mù.